# پارک بو رام (کارگردان)
پارک بو رام (کره‌ای: 박보람) کارگردان تلویزیونی اهل کره جنوبی است که به خاطر کارگردانی درام جنایی از میان تاریکی شناخته می‌شود.

## فیلم‌شناسی

### مجموعه تلویزیونی
| سال  | عنوان                 | عنوان                 | اعتبار به عنوان | اعتبار به عنوان | توضیحات           |
| سال  | فارسی                 | کره‌ای                 | دستیار کارگردان | کارگردان        | توضیحات           |
| ---- | --------------------- | --------------------- | --------------- | --------------- | ----------------- |
| ۲۰۱۹ | کشیش بی‌اعصاب          | 열혈사제              | آری             | نه              | [ ۳ ] [ ۴ ] [ ۵ ] |
| ۲۰۲۱ | پنت‌هاوس: جنگ در زندگی | 펜트하우스            | آری             | نه              | [ ۶ ] [ ۷ ]       |
| ۲۰۲۲ | از میان تاریکی        | 악의 마음을 읽는 자들 | نه              | آری             | [ ۸ ] [ ۹ ]       |
| ن/م  | کشیش بی‌اعصاب ۲        | 열혈사제              | نه              | آری             | [ ۱۰ ]            |

### مجموعه اینترنتی
| سال | عنوان      | عنوان  | اعتبار به عنوان | اعتبار به عنوان | توضیحات       |
| سال | فارسی      | کره‌ای  | کارگردان        | تهیه‌کننده       | توضیحات       |
| --- | ---------- | ------ | --------------- | --------------- | ------------- |
| ن/م | در اینترنت | 망내인 | کارگردان مشترک  | نه              | [ ۱۱ ] [ ۱۲ ] |